# Handianus amiranii
Handianus amiranii är en insektsart som beskrevs av Logvinenko 1975. Handianus amiranii ingår i släktet Handianus och familjen dvärgstritar. Inga underarter finns listade i Catalogue of Life.